# Vườn quốc gia Karijini

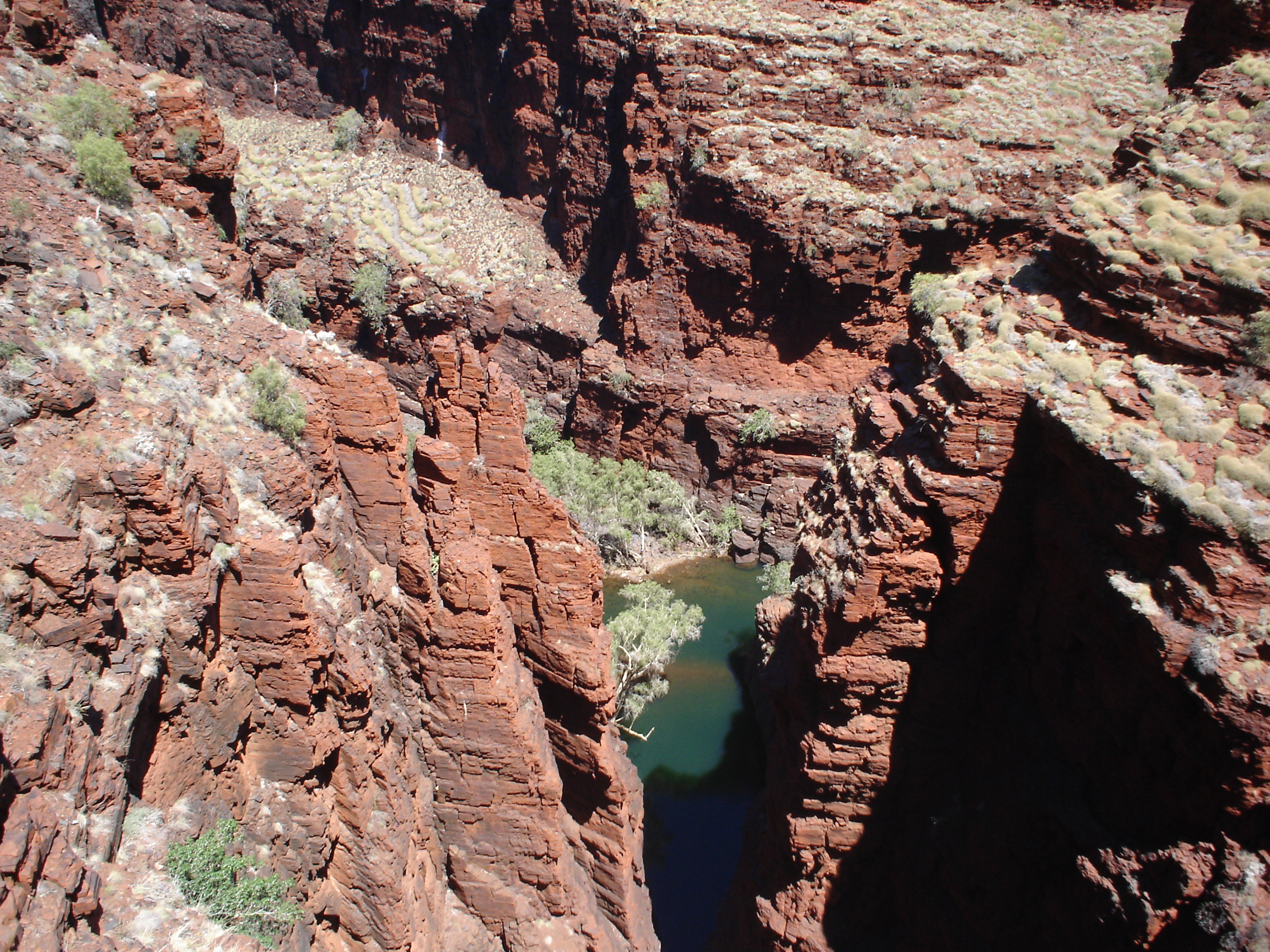
Nhìn về phía Red Gorge từ Oxers lookout.

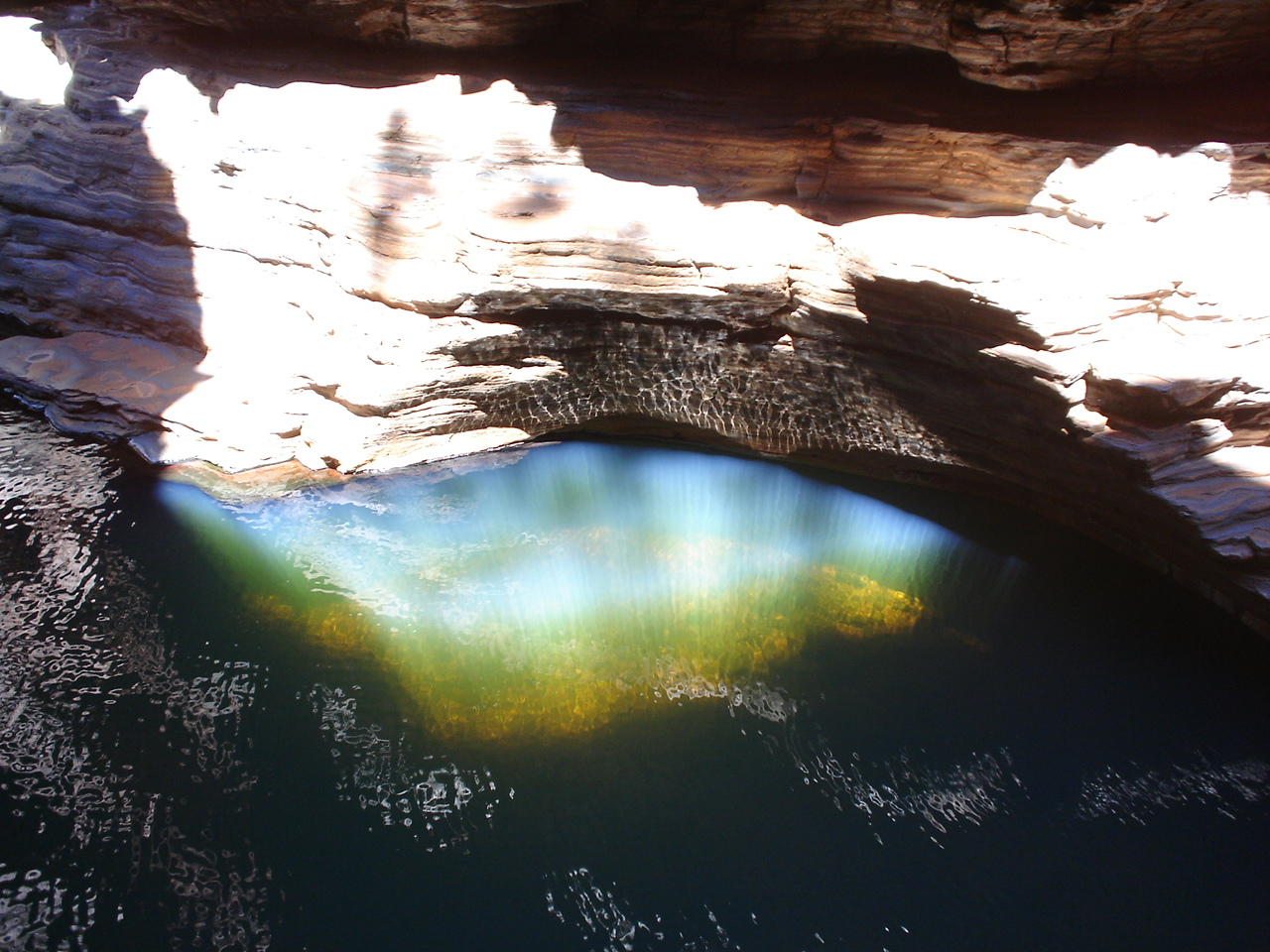
Kermit's Pool ở Hancock Gorge

Vườn quốc gia Karijini là một vườn quốc gia ở Tây Úc, Úc. Vườn quốc gia tập trung trong Dãy Hamersley của khu vực Pilbara ở tây bắc Tây Úc (Australia). Nó ở phía bắc của Tropic của Capricorn, khoảng 1055 km từ thành phố thủ phủ bang, Perth. Trước đây có tên là vườn quốc gia Hamersley.
Với diện tích 627.442 ha, nó là công viên quốc gia lớn thứ hai ở Tây Úc (sau vườn quốc gia Karlamilyi).